# 葛城高顙媛
葛城高顙媛（かずらきのたかぬかひめ）は、神功皇后の母。多遅摩比多訶と菅竈由良度美の子として誕生。息長宿禰王に娶られる。
『日本書紀』では「神功摂政前紀」に登場し、多遅摩比多訶と菅竈由良度美の子として“葛城高顙媛”の名が記載されている。また『古事記』では「応神天皇段」に“葛城之高顙比売”という表記で登場し、アメノヒボコの子孫とされている。

## 家族
葛城高顙媛の父親は多遅摩比多訶、母親は菅竈由良度美。息長宿禰王との間に、以下の子供を儲けた。
1. 息長帯比売命（神功皇后）[1]
2. 虚空津比売命[3]
3. 息長日子王[3]

## 祭神
葛城高顙媛は、以下の神社にて祭神として祀られている。
- 往馬大社（奈良県生駒市）[6]
- 往馬坐伊古麻都比古神社（奈良県生駒市）[7]
- 神高槻神社（滋賀県長浜市）[8]
- 鷹貫神社（兵庫県豊岡市）[9]

## 小説
氷室冴子による少女文芸『銀の海 金の大地』にて「高額姫」として登場。高慢な気位高い女性として描かれ、後に須久泥王の妻となった。